# Krasnoobsk
Krasnoobsk (in russo  Краснообск?) è un insediamento operaio dell'oblast' di Novosibirsk, nella parte sud della Siberia Occidentale, in Russia. È situato nel distretto Novosibirskij.
Si trova sulla riva sinistra dell'Ob' e fa parte dell'agglomerato urbano della città di Novosibirsk.